# Diocesi di Hamhung
La diocesi di Hamhung (in latino Dioecesis Hameungensis) è una sede della Chiesa cattolica in Corea suffraganea dell'arcidiocesi di Seul. La sede è vacante.

## Territorio
La diocesi comprende le province di Nord Hamgyong e Sud Hamgyong nella Corea del Nord.
Sede vescovile è la città di Hamhŭng.

## Storia
Il vicariato apostolico di Wonsan (Ouen-san) fu eretto il 5 agosto 1920 con il breve Concreditum Nobis di papa Benedetto XV, ricavandone il territorio dal vicariato apostolico di Seul (oggi arcidiocesi).
Nel luglio del 1928 il vicariato apostolico cedette porzioni del proprio territorio a vantaggio dell'erezione della missione sui iuris di Ilan (oggi prefettura apostolica di Jiamusi) e della prefettura apostolica di Yanji (oggi diocesi di Yanji) in Cina.
Il 12 gennaio 1940 in forza della bolla Libenter Romanus Pontifex di papa Pio XII il vicariato apostolico assunse il nome di vicariato apostolico di Kanko e contestualmente cedette un'altra porzione di territorio a vantaggio dell'erezione dell'abbazia territoriale di Tokwon. Da tale giorno la sede è governata da un amministratore apostolico.
Il 12 luglio 1950 il vicariato apostolico cambiò nuovamente nome, assumendo quello di vicariato apostolico di Hamhung.
Il 10 marzo 1962 il vicariato apostolico, pur essendo sede vacante da anni a causa della guerra e della persecuzione anti-cristiana, fu elevato a diocesi con la bolla Fertile Evangelii semen di papa Giovanni XXIII.
Dal 2005 è amministratore apostolico della diocesi di Hamhung il vescovo di Ch'unch'on (oggi Chuncheon), in Corea del Sud, ma nel territorio, come in tutta la Corea del Nord, non sono permesse attività religiose.

## Cronotassi dei vescovi
Si omettono i periodi di sede vacante non superiori ai 2 anni o non storicamente accertati.
- Bonifatius (Josef) Sauer, O.S.B. † (25 agosto 1920 - 12 gennaio 1940 nominato abate di Tokwon)
  - Bonifatius (Josef) Sauer, O.S.B. † (12 gennaio 1940 - 7 febbraio 1950 deceduto) (amministratore apostolico)
  - Timotheus (Franz Xaver) Bitterli, O.S.B. † (9 maggio 1952 - 22 maggio 1981 ritirato) (amministratore apostolico)
  - Placidus Ri Tong-ho, O.S.B. (22 maggio 1981 - 21 novembre 2005 dimesso) (amministratore apostolico)
  - John of the Cross Chang-yik † (21 novembre 2005 - 28 gennaio 2010 ritirato) (amministratore apostolico)
  - Luke Kim Woon-hoe (28 gennaio 2010 - 21 novembre 2020 ritirato) (amministratore apostolico)
  - Simon Kim Ju-young, dal 1º dicembre 2022 (amministratore apostolico)

## Statistiche
Gli ultimi dati statistici pubblicati dall'Annuario Pontificio sono quelli del 1960: da allora è impossibile stabilire con certezza il numero di cattolici presenti nella diocesi.
| anno | popolazione | popolazione | popolazione | presbiteri | presbiteri | presbiteri | presbiteri                | diaconi | religiosi | religiosi | parrocchie |
| anno | battezzati  | totale      | %           | numero     | secolari   | regolari   | battezzati per presbitero | diaconi | uomini    | donne     | parrocchie |
| ---- | ----------- | ----------- | ----------- | ---------- | ---------- | ---------- | ------------------------- | ------- | --------- | --------- | ---------- |
| 1960 | 24.996      | 800.000     | 3,1         | 27         | 5          | 22         | 925                       |         | 39        | 16        | 13         |